# Граф Файф
Файф (англ. Fife) — шотландский графский род.
Ведёт своё происхождение от легендарного тана Макдуфа, противника Макбета, возведенного в графы Файф королём Малкольмом. Дочь 12-го графа Файф, Изабелла, вторым браком за Уолтером Стюартом (ок. 1338—1362), сыном короля Роберта I, умерла бездетной. Титул графов Файф был дан Роберту, герцогу Олбани, брату Уолтера. В 1425 году прекратилась и эта линия графов Файф вследствие того, что сын Роберта Олбани Мердок был обвинен в государственной измене.
В 1759 году в графы Файф был возведен Уильям Дафф (1696—1763). Его сын Джеймс Файф (1729—1809) был британским посланником в Вене. 6-й граф Файф (линии Дафф), Александр Уильям Джордж, в 1889 году вступил в супружество со старшей дочерью принца Уэльского (затем короля Эдуарда VII) Луизой и получил титул герцога Файф и маркиза Макдафф.

## Первые мормэры (затем графы) Файфа
- Макдуфф (ок. 1057)
- Этельред (ок. 1107—1124, граф с 1120), сын короля Шотландии Малькольма III и Маргариты
- Константин мак Макдуфф, граф Файф (ок. 1095—1128), потомок Макдуффа
- Гиллемайкл, граф Файф (до 1130—1133), брат предыдущего
- Дункан I, граф Файф (1133—1154)
- Дункан II, граф Файф (1154—1204), сын Дункана I
- Малькольм I, граф Файф (1204—1230), сын Дункана II
- Малькольм II, граф Файф (1230—1266), сын Дункана и внук Дункана II
- Колбан, граф Файф (1266—1270/1272), сын Малькольма II
- Дункан III, граф Файф (1270/1272 — 1288), сын Колбана
- Дункан IV, граф Файф (1288—1353), старший сын и преемник Дункана III
- Изабелла, графиня Файф (1353—1371, ум. 1389), дочь Дункана IV, графа Файфа, и Марии де Монтермар, дочери Ральфа де Монтермара
  - 1-й муж — Уильям Рэмси из Коллати (1358—1359/1360).
  - 2-й муж — Уолтер Стюарт (1360—1362/1363).
  - 3-й муж — Томас Биссет (1363—1366/1369).
  - 4-й муж — Джон Данбар (1370—1371).
- Роберт Стюарт, герцог Олбани, граф Файф, Ментейт, Атолл и Бьюкен (1371—1420), третий сын короля Шотландии Роберта II и Элизабет Мур
- Мердок Стюарт, герцог Олбани, граф Файф и Ментейт (1420—1425), старший сын и преемник предыдущего. В 1425 году по приказу короля был казнен, а все его владения конфискованы.

## Графы Файф (пэрство Ирландии, 1759)
- 1759—1763: Уильям Дафф, 1-й граф Файф (1696 — 30 сентября 1763), также 1-й барон Брако (1735—1763), сын Уильяма Даффа из Диппла (1653—1722) от первого брака с Элен Гордон
- 1763—1809: Джеймс Дафф, 2-й граф Файф (29 сентября 1729 — 24 января 1809), также 1-й барон Файф (1790—1809), второй сын Уильяма Даффа, 1-го графа Файфа, и Джейн Грант (1705—1778).
- 1809—1811: Александр Дафф, 3-й граф Файф (18 апреля 1731 — 17 апреля 1811), третий сын 1-го графа Файфа и Джейн Грант
- 1811—1857: Джеймс Дафф, 4-й граф Файф (6 октября 1776 — 9 марта 1857), также 1-й барон Файф (1827—1857), старший сын 3-го графа Файфа и Мэри Скин
- 1857—1879: Джеймс Дафф, 5-й граф Файф (6 июля 1814 — 7 августа 1879), 1-й барон Скин (1857—1879), старший сын генерала Александра Даффа (1777—1853) и Энн Стейн (1789—1859), внук Александра Даффа, 3-го графа Файфа
- 1879—1912: Александр Уильям Джордж Дафф, 6-й граф Файф (10 ноября 1849 — 12 января 1912), сын и преемник Джеймса Даффа, 6-го графа Даффа, от брака с Леди Элизабет Хэй (1829—1869). Также граф Файф — пэр Соединенного Королевства (1885—1912), 1-й герцог Файф в 1889—1912 (первая креация) и 1900—1912 (вторая креация).